# La storia dei tre orsi
La storia dei tre orsi (conosciuta anche come Riccioli d'oro e i tre orsi) è una fiaba per bambini, una delle più popolari in lingua inglese.

## Trama
La famiglia di Orsi, composta da Mamma orsa, Papà orso e cucciolo, ognuno di dimensioni diverse (il papà è enorme, la mamma è più piccola e il cucciolo è molto piccolo), va a fare una passeggiata nel bosco aspettando che la zuppa per la colazione si raffreddi. Mentre sono via, una bambina un po' troppo curiosa di nome Riccioli D'Oro entra nella loro casa e comincia ad adoperare le loro cose, assaggia la zuppa di ognuno fino ad arrivare a quella che le piace, si mette sulle sedie di ognuno e, arrivata a quella dell'orsetto, la rompe; quindi prova ciascuno dei tre letti, trovando scomodi quelli degli orsi adulti e addormentandosi in quello del piccolo.
Gli orsi arrivano a casa e capiscono subito che qualcuno è entrato; il piccolo si lamenta nel vedere la sua sedia rotta e la sua zuppa completamente mangiata. Alla fine trovano la bimba nella camera da letto: lei si sveglia di soprassalto e scappa. La bimba impara la lezione, e non entra mai più nelle case di estranei.

## Origini
Si ritiene che la prima edizione della favola sia quella pubblicata dal poeta inglese Robert Southey e pubblicata nel 1837 nel quarto volume della sua collezione The Doctor. Lo stesso anno, lo scrittore George Nicol ne pubblicò una versione in rime sulla base del racconto in prosa di Southey, con l'approvazione dello stesso. Entrambe le versioni raccontano di tre orsi (dei quali non viene specificato sesso né età) e di un'anziana donna che entra nella loro proprietà.
In realtà la storia dei tre orsi era in circolazione molto prima della pubblicazione della versione di Southey. Nel 1831, per esempio, Eleanor Mure regalò al nipote per il suo compleanno un libretto su tre orsi realizzato a mano e nel 1894 l'esperto di folclore Joseph Jacobs scoprì la favola di Scrapefoot, un racconto con una volpe come antagonista. Scrapefoot aveva una sorprendente somiglianza con il racconto di Southey e può essere derivata da una ancora più antica tradizione orale. Probabilmente nella sua stesura della storia Southey confuse il termine "vixen" come volpe con quello di una astuta donna anziana.

## Sviluppo
Dalla sua prima pubblicazione il racconto ha subito importanti modifiche nel corso degli anni. La prima riguarda la protagonista, che da donna anziana è diventata nel tempo una graziosa bambina, che ha cambiato numerose volte nome prima di arrivare nel 1904 ad essere chiamata Riccioli d'oro, mentre i tre orsi, originariamente tutti maschi, sono diventati papà, mamma e piccolo orso, benché la data di questo cambiamento sia oggetto di disputa: per alcuni si tratta del 1852, mentre per altri è il 1878, anno di pubblicazione della fiaba nei Racconti di Mamma Oca, pubblicata da Routledge.
Nella sua versione originale la fiaba aveva dei risvolti particolarmente cupi e macabri. La protagonista era infatti una donna vecchia, brutta, sporca, maleducata e bestemmiatrice, che si introduceva nella casa dei tre orsi, che al contrario erano educati e gentili, col preciso scopo di rubare i loro averi e mangiare il loro cibo; nella versione di Southey, al ritorno degli orsi la donna fuggiva spaventata, mentre in quella della Mure veniva impalata sul campanile di una chiesa.. La Riccioli d'Oro bambina, invece, nella maggior parte dei casi impara la lezione e riesce a fuggire all'ira degli orsi, o addirittura ne diventa amica, attenuando così i contenuti drammatici della storia.

## Adattamenti
La favola nel corso degli anni è stata adattata in giochi, film ed altre opere.
- The 'Teddy' Bears: cortometraggio del 1907.

- Uno dei primi adattamenti cinematografici fu ad opera di Walt Disney che nel 1922 realizzò il cartone animato Riccioli d'oro e i tre orsi.[10]
- Nel 1936 una versione della storia dei Tre Orsi fu proposta per le Sinfonie allegre, con Topolino, Paperino ed altri personaggi Disney nei ruoli dei protagonisti, ma il film non fu mai realizzato.[11]
- Nel 1939 Terrytoons distribuì The Three Bears. Questa versione raffigura gli orsi con un accento italiano e invece del porridge mangiano spaghetti. Tutti i personaggi in questa versione vengono doppiati dal musicista Arthur Kay.
- Bugs Bunny e i tre orsi ( Bugs Bunny and the Three Bears) è un cortometraggio del 1944 diretto da Chuck Jones, appartenente alla sags dei Looney Tunes, ed è una parodia della fiaba.
- Un adattamento viene proposto in Nel regno delle fiabe.
- Un breve lungometraggio fu prodotto nel 1958 dalla Coronet Films.[12]
- L'ottavo episodio della seconda stagione della serie animata Happily Ever After: Fairy Tales for Every Child (1995-2000) è un adattamento della fiaba ambientato in Giamaica.
- Il 19 dicembre 1997 un'opera di trentacinque minuti diretta da Kurt Schwertsik ed intitolata Roald Dahl's Goldilocks è stata presentata al Glasgow Royal Concert Hall.[13]
- Nel secondo episodio della serie televisiva Grimm, ne appare una versione in cui si avanza l'ipotesi che gli "orsi" appartengano in realtà ad una razza parallela a quella umana, che da secoli sfrutta l'umanità per nutrirsi.
- La fiaba viene adattata nella serie Simsalagrimm, con un finale edulcorato.
- Riccioli d'oro e Orsetto sono protagonisti del cartone animato Disney Riccioli d'Oro e Orsetto.
- Il romanzo di Jasper Fforde The Fourth Bear (2006) è basato sulla scomparsa di Riccioli d'Oro dopo la visita alla casa dei tre orsi.
- Una delle protagoniste della web-serie RWBY, Yang Xiao Lang, è basata sul personaggio di Riccioli d'oro.
- The Goldilox Massacre, episodio della serie animata JJ Villard's Fairy Tales (2020).
- Nel film Il gatto con gli stivali 2 - L'ultimo desiderio, Riccioli D'Oro e i tre orsi appaiono come co-protagonisti ed antieroi e sono rappresentati come una famiglia criminale in cui la ragazza è stata adottata dagli orsi, sono intenti a raggiungere la stella dei desideri per chiedere una famiglia vera per Riccioli, ma a fine film Riccioli capisce che la sua vera famiglia sono loro, ed aiutano Gatto, Kitty Zampe di Velluto e Perrito a sconfiggere Jack Horner. Nel film parlano in dialetto. I tre orsi avevano già fatto un cameo nel primo film del franchise. Mentre Riccioli d'oro era già apparsa nel videogioco del 2006 Shrek Smash n' Crash Racing.